# Mammut (zoologia)
Un mastodonte, dal greco antico μαστός (mastós), che significa "mammella", e ὀδούς (odoús), "dente", è un membro del genere Mammut (termine tedesco per "mammut"), che era endemico del Nord America e visse dal Miocene superiore fino all'inizio dell'Olocene. I mastodonti appartengono all'ordine dei Proboscidati, lo stesso ordine di cui fanno parte elefanti e mammut (che invece appartengono alla famiglia degli Elephantidae). Mammut è il genere tipo della famiglia estinta dei Mammutidi, che si separò dagli antenati degli elefanti attuali almeno 27-25 milioni di anni fa, durante l'Oligocene.
Come altri membri dei Mammutidi, i denti molari dei mastodonti presentano una morfologia zigodonte (con coppie parallele di cuspidi fuse in creste taglienti), che differisce nettamente da quella degli elefantidi. Rispetto al suo probabile antenato Zygolophodon, Mammut si caratterizza per le zanne superiori particolarmente lunghe e ricurve verso l'alto, per la riduzione o l'assenza delle zanne nella mandibola e per l'accorciamento della sinfisi mandibolare (la parte anteriore della mandibola); queste ultime due caratteristiche si sono evolute in modo parallelo anche negli elefantidi. I mastodonti avevano uno scheletro generalmente più robusto, un cranio meno cupoliforme e una coda più lunga rispetto agli elefantidi. Si ritiene che i maschi adulti di M. americanum raggiungessero un'altezza al garrese tra 275 cm e 305 cm e un peso corporeo medio compreso tra 6,8 e 9,2 tonnellate. Queste stime suggeriscono che i maschi di mastodonte americano fossero in media più pesanti di qualsiasi specie di elefante vivente; erano tipicamente più grandi degli elefanti asiatici e degli elefanti della foresta africana di entrambi i sessi, ma più bassi rispetto ai maschi dell'elefante africano di savana.
M. americanum, noto come "mastodonte americano" o semplicemente "mastodonte", ha una lunga e complessa storia paleontologica che risale al 1705, quando i primi fossili furono scoperti a Claverack, New York, nelle colonie americane. A causa dei molari dalla forma unica, senza analoghi moderni tra i grandi animali, la specie attirò l'attenzione di ricercatori europei e di influenti americani sia prima che dopo la Rivoluzione americana, fino al punto che, secondo gli storici statunitensi Paul Semonin e Keith Stewart Thomson, la scoperta dei mastodonti rafforzò il sentimento nazionale americano e contribuì a una maggiore comprensione del fenomeno dell'estinzione. Dal punto di vista tassonomico, fu riconosciuto come specie distinta da Robert Kerr nel 1792 e successivamente assegnato al genere Mammut da Johann Friedrich Blumenbach nel 1799, rendendolo così uno dei primi generi di mammiferi fossili a essere istituito con piena autorità tassonomica. Per lungo tempo, il genere servì come «taxon cestino» per molte specie di proboscidati con molari superficialmente simili, ma oggi include 7 specie riconosciute, una di affinità dubbia e altre 4 specie eurasiatiche in attesa di revisione.
I mastodonti sono considerati principalmente brucatori, con una dieta a base di foglie, frutti e parti legnose delle piante. Questa specializzazione alimentare permise ai mastodonti di suddividere la nicchia ecologica con altri proboscidati nordamericani, come i gomfoteri e il mammut della Colombia, che già nel tardo Neogene-Quaternario avevano adottato una dieta mista o prevalentemente erbivora. Si pensa che i comportamenti sociali dei mastodonti non differissero molto da quelli di elefanti e mammut: femmine e giovani vivevano in branchi, mentre i maschi adulti erano in gran parte solitari e attraversavano periodi di aggressività simili al musth degli elefanti moderni. Il genere Mammut raggiunse la massima diversità specifica nel Pliocene, anche se i fossili sono abbondanti anche nel Pleistocene superiore.
Per almeno alcuni millenni prima della loro estinzione, i mastodonti coesistettero con i Paleoindiani, i primi esseri umani insediatisi in Nord America. Esistono prove che i Paleoindiani (compresi quelli della cultura di Clovis) cacciassero i mastodonti, come testimoniano i resti fossili con segni di taglio o con manufatti litici associati.
I mastodonti scomparvero insieme a molti altri grandi animali nordamericani (megafauna) nell'ambito dell'estinzione di fine Pleistocene, tra la fine del Pleistocene e l'inizio dell'Olocene, per cause generalmente attribuite alla caccia da parte dell'uomo, a cambiamenti climatici estremi come lo Younger Dryas, o a una combinazione di entrambi i fattori. Il mastodonte americano compare per l'ultima volta nei reperti fossili all'inizio dell'Olocene, circa 11.000 anni fa, ossia più tardi rispetto ad altre specie di megafauna nordamericana. Oggi, il mastodonte americano è una delle specie fossili più note sia nella ricerca accademica sia nell'immaginario collettivo, anche grazie alla sua presenza nella cultura popolare statunitense.

## Descrizione

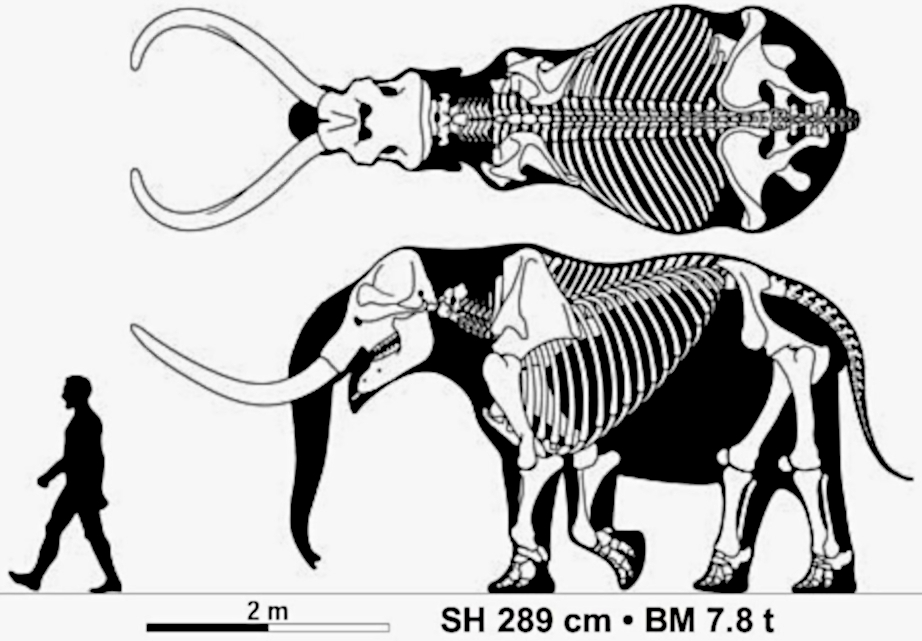
Illustrazione scheletrica dell'esemplare "mastodonte di Warren", un maschio adulto di M. americanum, a confroto con un essere umano

Secondo Larramendi, i mammutidi del genere Mammut furono tra i più grandi proboscidati conosciuti. Questo era particolarmente vero per "M." borsoni, i cui maschi si ritiene avessero una massa corporea media di 16 tonnellate, rendendolo il più grande proboscidato conosciuto insieme all'elefante estinto Palaeoloxodon namadicus, e uno dei più grandi mammiferi terrestri mai esistiti. La specie M. americanum, rispetto a "M." borsoni, era molto più piccola, ma era comunque grande di per sé rispetto agli elefanti attuali. Il mastodonte americano non era più alto degli elefanti attuali, ma aveva una corporatura molto più robusta, in parte grazie al suo bacino molto più ampio. Il mastodonte di Warren presenta una massa corporea di circa 7,8 tonnellate e aveva un'altezza al garrese di 2,89 metri. Questa robustezza è così pronunciata che gli individui di M. americanum potevano essere fino all'80% più pesanti di un elefante con la stessa altezza al garrese. Individui più grandi della media potevano avere un'altezza al garrese di 3,25 metri per un peso massimo di 11 tonnellate. Si stima che il 90% degli individui maschi adulti di M. americanum avessero un'altezza al garrese compresa tra i 2,75 e i 3,05 metri ed una massa corporea compresa tra le 6,8 e 9,2 tonnellate, con un maschio adulto adulto medio stimato a 2,9 metri di altezza al garrese e 8 tonnellate di massa corporea. Queste stime rendevano i maschi medi più grandi per peso ed altezza al garrese degli elefanti asiatici e degli elefanti africani delle foreste, e più pesanti ma un po' più bassi dei maschi medi degli elefanti africani di savana.

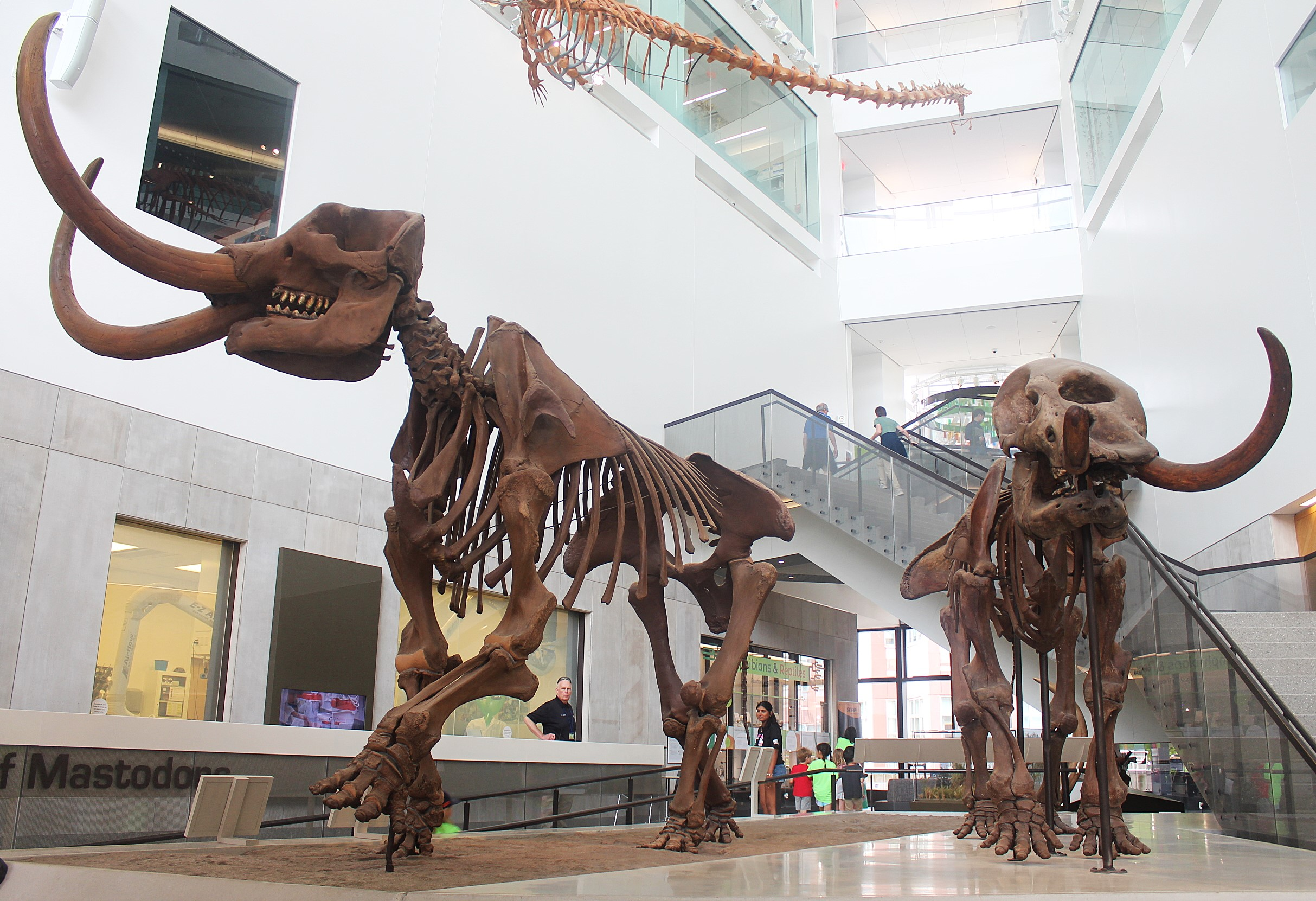
M. americanum maschio ("mastodonte di Beusching", a sinistra) e femmina ("mastodonte di Owosso", a destra), al Museo di Storia Naturale dell'Università del Michigan

Le dimensioni del "Mastodonte di Overmyer", uno scheletro recuperato dalla fattoria di Robert Overmyer a nord-ovest di Rochester, Indiana, nel 1976, sono state stimate da Neal Woodman e Jon W. Branstrator nel 2008. In base alla lunghezza dell'omero (829 millimetri), hanno stimato che l'altezza alla spalla dell'individuo fosse di circa 2,30 centimetri, che hanno affermato era vicina all'altezza media al garrese della specie e paragonabile a quella di una femmina grande o di un maschio piccolo. Similmente agli elefanti attuali, i maschi di mastodonte americano tendevano a essere più grandi delle femmine e tendono ad avere zanne più grandi e più fortemente ricurve, sebbene non sia chiaro in che misura le dimensioni del corpo siano un fattore che influenza le dimensioni dei molari.
Uno scheletro relativamente completo di Mammut sp. dal Gray Fossil Site nel Tennessee, scoperto per la prima volta nel 2015, risale all'ultimo Hemphilliano e presenta una sinfisi mandibolare allungata e grandi zanne mandibolari; si pensa che fosse di diverse tonnellate più grande di M. americanum e persino di diverse specie di Mammuthus. Gli esemplari sono ancora in fase di preparazione per ulteriori studi.

### Cranio
Mammut si distingue dal genere affine Zygolophodon principalmente per una base cranica (basicranio) più corta e una volta cranica alta e cupoliforme. Un'altra caratteristica diagnostica è la mandibola "elefantoide", con una sinfisi mandibolare accorciata ("brevirostrina") e un processo angolare sporgente. Queste peculiarità anatomiche valgono sia per le specie riconosciute di Mammut sia per quelle ancora in attesa di revisione tassonomica. L'accorciamento della sinfisi mandibolare rappresenta una delle principali tendenze evolutive osservate nei mammutidi del Neogene e costituisce una chiave fondamentale per comprendere la transizione evolutiva da Zygolophodon a Mammut. Tuttavia, resti mandibolari con le tipiche caratteristiche di Mammut non sono mai stati rinvenuti negli strati dell'Hemphilliano, rendendo quindi poco chiaro il dettaglio di questa transizione. Mammut si distingue inoltre dal genere Sinomammut proprio per la sinfisi mandibolare più corta, anche se in alcune specie di Mammut possono essere ancora presenti le zanne inferiori, al contrario di quanto osservato in Sinomammut. L'accorciamento della sinfisi mandibolare e la forma generale del cranio, simile a quella degli elefanti attuali, suggeriscono che Mammut fosse dotato di una proboscide prensile, probabilmente abbastanza lunga da raggiungere il suolo.
Nel caso specifico di M. americanum, la specie si caratterizza per un cranio lungo e basso e una mandibola ridotta. L'osso frontale (la fronte) si presenta più appiattito rispetto a quello degli elefanti moderni. Il cranio di M. americanum conserva molteplici plesiomorfie, ossia tratti primitivi ereditati dagli antenati: tra questi, una scatola cranica bassa e piatta, un basicranio leggermente verticale, un ingresso nasale stretto senza fosse perinasali a gradini, e un forame infraorbitale posto posteriormente. Almeno alcune di queste caratteristiche derivano da Phiomia. L'apertura nasale di M. americanum ha una forma ovale, mentre in «M.» cf. obliquelophus è più trapezoidale. M. americanum mostra anche un'evoluzione più avanzata rispetto ai parenti per la mancanza di una marcata costrizione prossimale della fossa incisiva. L'orbita oculare è alta e stretta, di forma quasi rettangolare ma meno marcata rispetto a quella di Eozygodon. Il mammutide nordamericano mantiene un tratto primitivo: l'orbita contiene ancora un osso lacrimale con un forame (foro lacrimale). Inoltre, rispetto agli elefantidi, presenta un'altra caratteristica ancestrale, ovvero una fossa temporale corta e in posizione elevata, peculiarità condivisa con Eozygodon.

### Anatomia dell'endocast

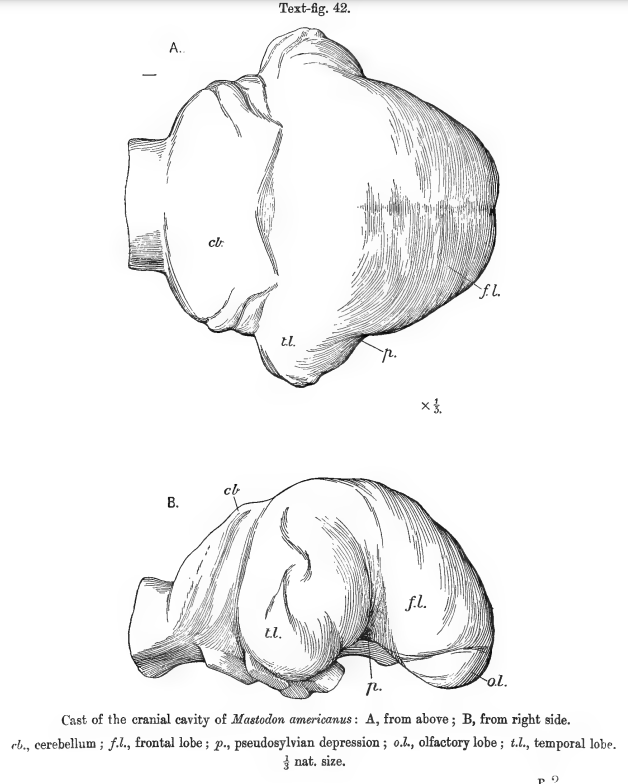
Illustrazione del calco endoscopico di M. americanum senza bulbi olfattivi visibili, 1906

M. americanum è noto per diversi calchi cerebrali conservati nei musei americani, sebbene siano raramente sottoposti a studi. Nel 1973, il neuroscienziato Harry J. Jerison studiò un calco di Mammut, registrando che era simile a un elefante sia per dimensioni che per forma. Secondo Shoshani et al. nel 2006, il calco di M. americanum presenta bulbi olfattivi che sporgono davanti al lobo frontale. Hanno anche disegnato diversi cervelli di proboscidati in scala, in cui il cervello di M. americanum era molto più grande di quello di Moeritherium lyonsi ma più piccolo di quello dell'elefante asiatico (Elephas maximus).
Julien Benoit et al. nel 2022 hanno spiegato che, mentre le punte anteriori dei bulbi olfattivi di "M." borsoni sono parzialmente visibili nell'area posteriore (o dorsale) dell'encefalo, la loro visibilità in M. americanum è dibattuta. Alcuni autori sostennero che i bulbi olfattivi fossero visibili nell'area posteriore dell'encefalo, mentre altri autori non li ritenevano visibili. I ricercatori hanno confermato, basandosi su un esemplare, che i bulbi olfattivi sono solo parzialmente visibili nell'area posteriore dell'encefalo. Hanno anche osservato che "M." borsoni, nonostante pesasse il doppio di M. americanum, aveva un quoziente di encefalizzazione (QE) inferiore del 30% rispetto alle altre specie di mammutidi, avvalorando l'idea che l'evoluzione dell'encefalizzazione dei proboscidati sia legata alla filogenesi. I Mammutida, in quanto clade più basale degli Elephantimorpha, hanno un EQ doppio rispetto a Moeritherium e Palaeomastodon. Il volume dell'endocast e le dimensioni del cervello di M. americanum sono maggiori di quelli di Stegodon ma inferiori a quelli degli elefantidi derivati. Hanno un EQ superiore a quelli dei proboscidati del Paleogene e di "M." borsoni ma inferiore a quelli degli elefantidi (esistenti ed estinti) e degli stegodonti.
La specie tipo è anche nota da calchi endoscopici dei petrosi auricolari. Secondo Eric G. Ekdale, i petrosi auricolari di Mammut non possono essere automaticamente distinti da quelli di Mammuthus. La fossa subarcuata è assente dalla superficie cerebellare dell'orecchio interno. I petrosi auricolari di Mammut sono relativamente incompleti, lasciando diversi tratti inosservabili.

### Dentizione

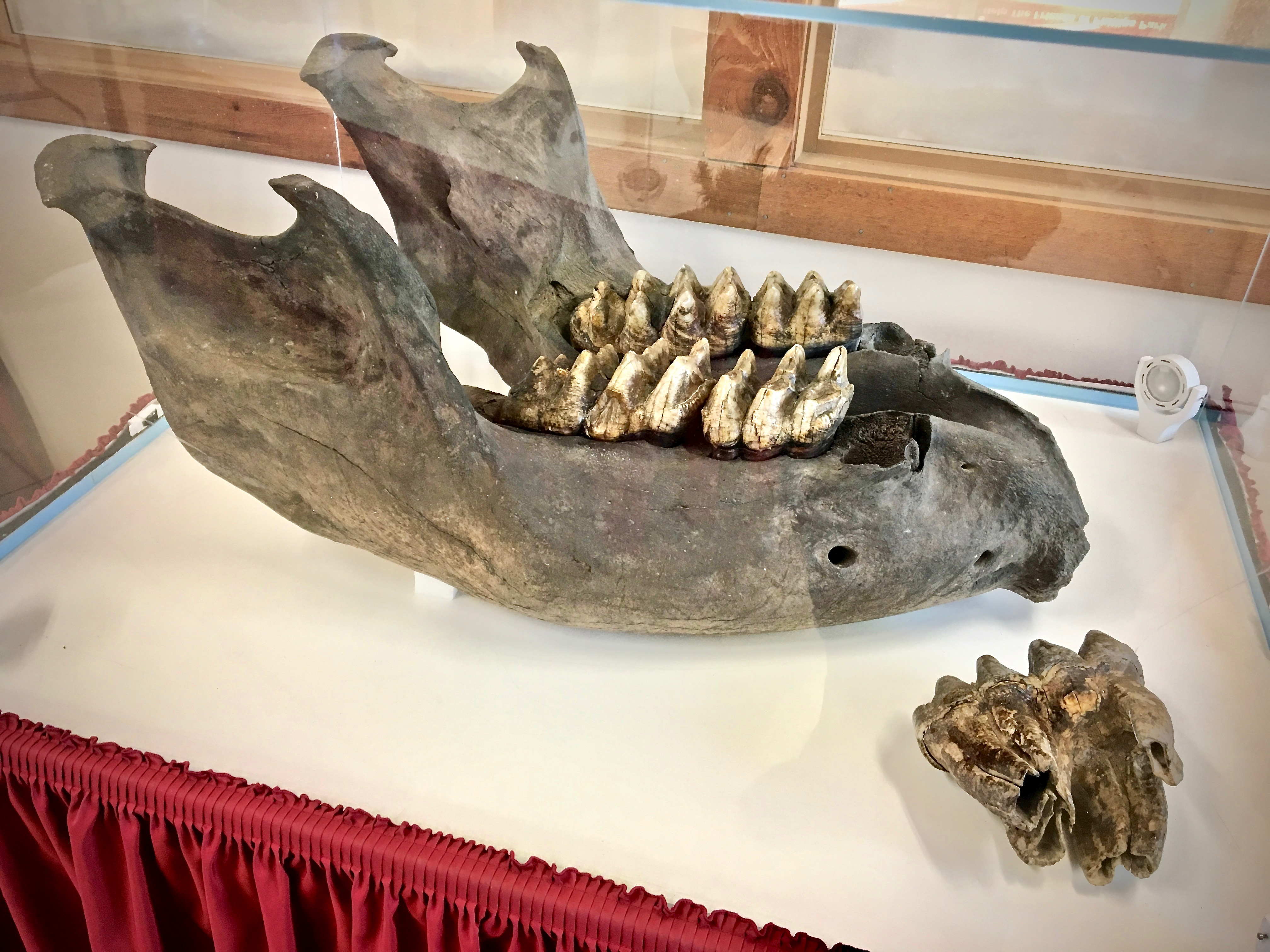
Mandibola e molare di M. americanum, al Phillips Park (Aurora, Illinois)

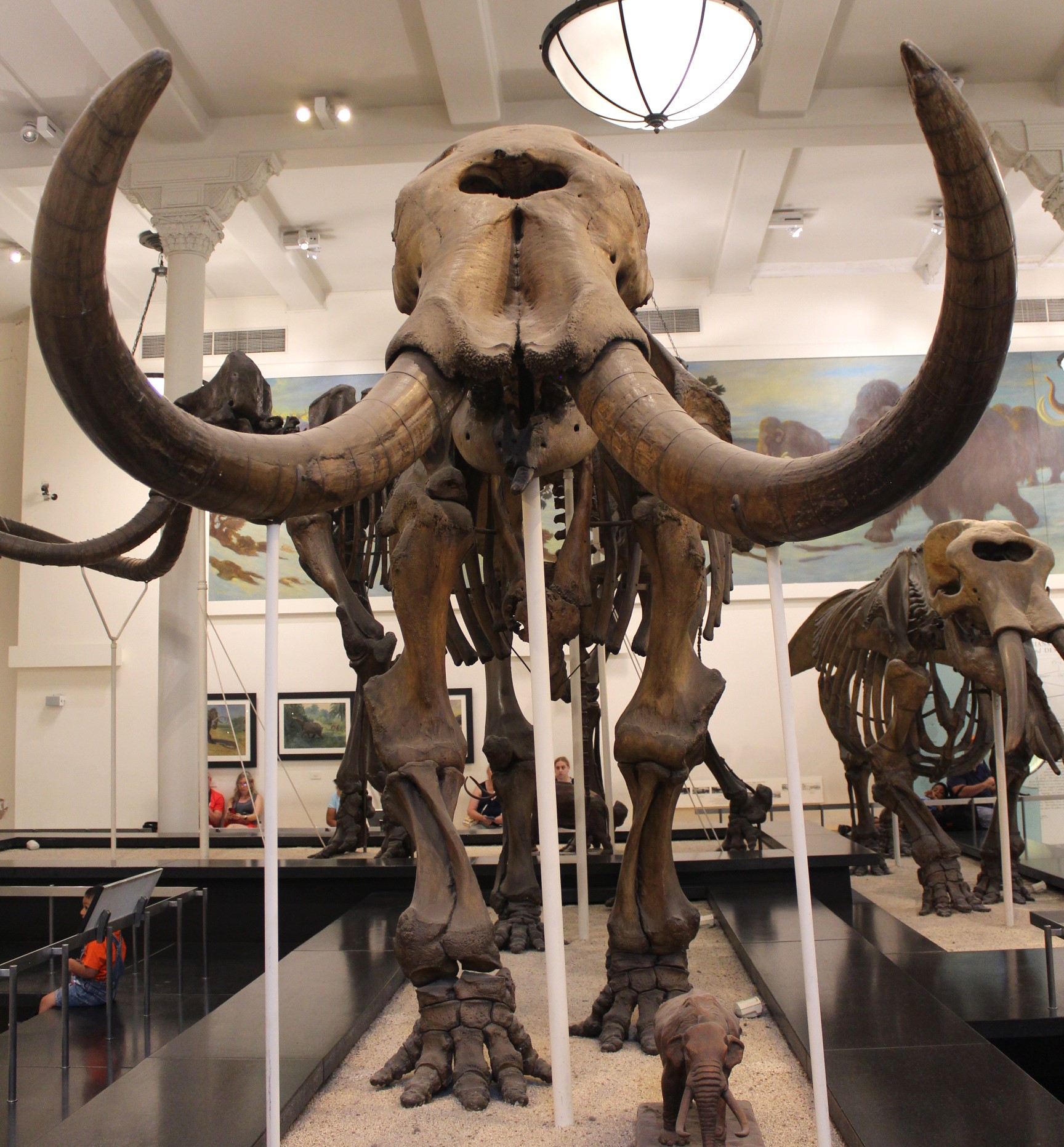
Vista frontale del "mastodonte di Warren" (M. americanum). Notare la presenza di una singola zanna mandibolare vestigiale

La famiglia Mammutidae è definita da molari zigolofodonti con creste trasversali compresse e affilate e mancanza di conule accessorie (cuspidi più piccole). I molari intermedi, o i primi due molari, sono costantemente trilofodonti, o a tre cuspidi. Le morfologie dentarie del clade Mammutida contrastano fortemente con la maggior parte dei membri sia di Elephantida (dai molari bunodonti che evolutivamente si convertono in sottili e piatti) che di Deinotheriidae (dai molari lofodonti, simili a quelli di un tapiro, a bilofodonti). Le morfologie zigodonti dei molari dei mammutidi erano conservative, il che significa che difficilmente cambiarono nella storia evolutiva della famiglia. I mammutidi mostravano anche prove di spostamento orizzontale dei denti dove i denti da latte venivano gradualmente sostituiti da molari permanenti, rispecchiando gli elefantidi in un caso di evoluzione parallela. I Mammutidae non erano l'unica famiglia di proboscidati ad aver acquisito molari con cresta zigodonte, poiché anche le specie del Neogene del gomphotherio Sinomastodon mostrano creste zigodonti da moderate a deboli. Le specie pleistoceniche di Sinomastodon, tuttavia, non mostrano creste zigodonti.
La dentatura di Mammut è diagnosticata come fortemente zigodonte e priva di conuli. Le lobi si estendono fino all'asse longitudinale dei molari. I primi due molari della fila dentaria non hanno più di tre lobi, mentre i terzi molari ne hanno quattro più un cingolo. Le zanne superiori (o incisivi superiori) di Mammut differiscono da quelle dello Zygolophodon per le dimensioni generalmente maggiori, la tendenza a raddrizzarsi o curvarsi verso l'alto e la tipica assenza di qualsiasi banda di smalto, sebbene M. vexillarius conservi una striscia di smalto molto sottile sulle zanne superiori. Le zanne inferiori (o mandibolari) tendono a essere ridotte a confronto. M. nevadanum rappresenta il caso più antico di una specie di mammutide nordamericano priva di bande di smalto, sebbene la possibilità che questa si sia consumata a causa dell'usura non possa essere automaticamente esclusa. Si differenzia da M. americanum e M. pacificum per la zanna superiore quasi dritta ma rivolta verso il basso, mentre i maschi di queste ultime due specie hanno zanne superiori grandi e rivolte verso l'alto mentre le femmine avevano zanne superiori rivolte verso l'alto o dritte ma rivolte in avanti. La riduzione fino alla perdita delle zanne mandibolari più la riduzione della sinfisi mandibolare dei derivati Mammutidae ed Elephantida è un esempio di evoluzione convergente, correlata potenzialmente con la necessità di ridurre la perdita di calore dovuta alla diminuzione della temperatura globale e dell'umidità durante il tardo Miocene e il Pliocene. Nonostante le riduzioni delle zanne inferiori, esse erano ancora presenti nelle specie di Mammut del Neogene. Il M. americanum del Pleistocene è spesso privo di zanne mandibolari e M. pacificum ne è sempre privo. La presenza di zanne inferiori in M. raki lo separa come specie da M. pacificum. M. pacificum differisce da M. americanum in parte per i molari più stretti. Entrambe le specie hanno molari più larghi rispetto a M. nevadanum, M. raki e M. cosoensis "dai denti stretti".
Come il suo parente "M." borsoni, M. americanum aveva zanne molto grandi, con alcuni dati che suggeriscono che lunghezze di 3 metri e diametri superiori a 200 millimetri non erano insoliti. Nel cranio del precedente M. matthewi, il suo alveolo dentale della zanna destra dalla località di Hermiston, Oregon, suggerisce un diametro della zanna di circa 200 millimetri. Similmente agli elefanti moderni, M. americanum presenta anche gradi di dimorfismo sessuale indicati dalle dimensioni delle zanne superiori. I maschi adulti hanno zanne 1,15-1,25 volte più grandi di quelle delle femmine adulte, riflettendo anche le differenze generali di dimensioni corporee tra i due sessi. Le dimensioni della zanna dipendono anche dall'età degli individui, poiché gli individui più anziani hanno circonferenze delle zanne maggiori rispetto a quelli più giovani. Gli individui adulti di età comparabili hanno dimensioni delle zanne simili, ma gli individui più anziani non hanno necessariamente dimensioni delle zanne maggiori. Le dimensioni delle zanne potrebbero essere dipese da fattori esterni come lo stress nutrizionale, la posizione geografica e lo stato riproduttivo. Si pensa che le zanne di M. pacificum fossero più piccole in lunghezza e dimensioni rispetto a quelle di M. americanum e potrebbero aver mostrato gradi simili di dimorfismo sessuale.

### Scheletro

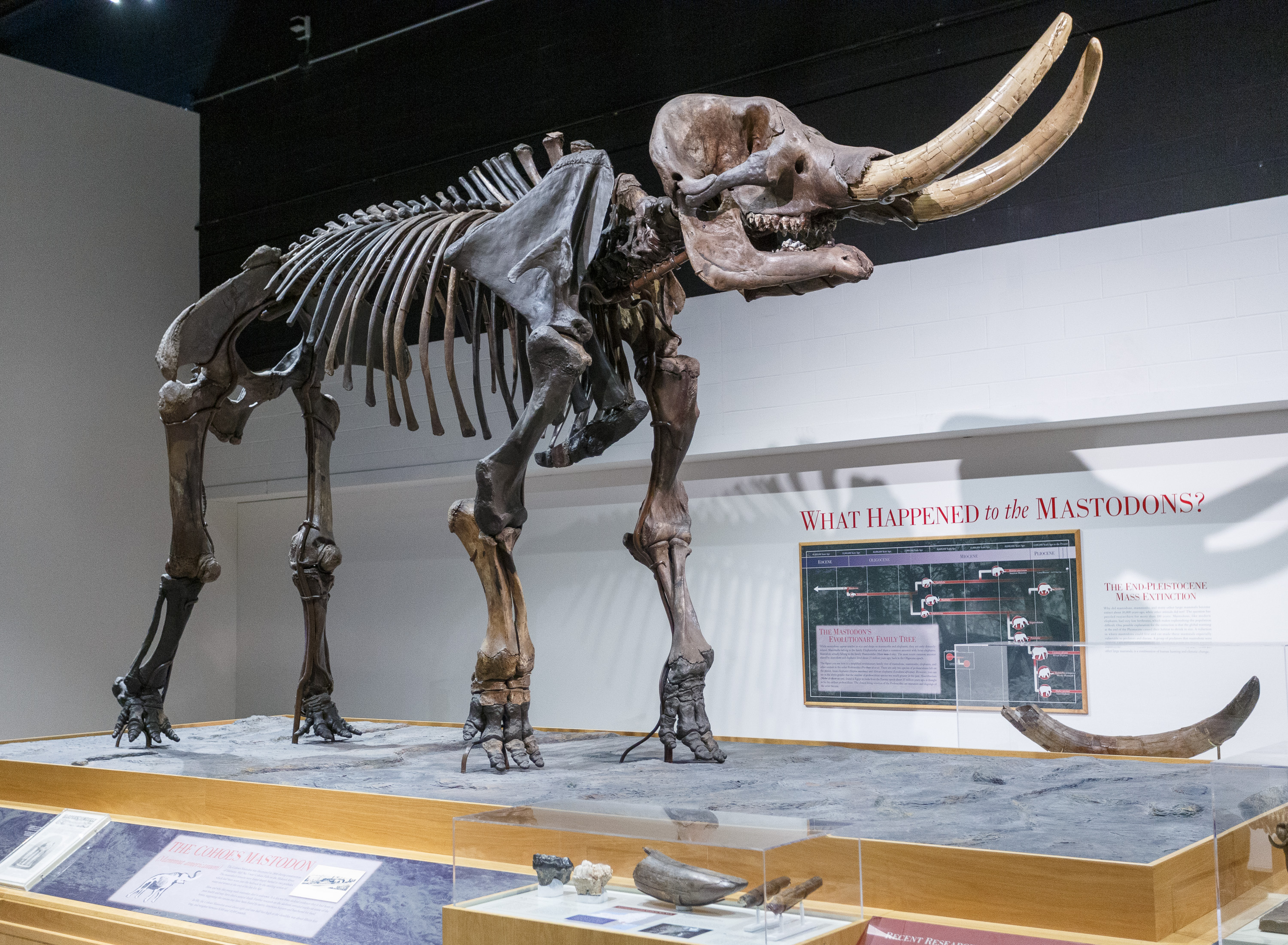
Scheletro del "Mastodonte di Cohoes", al Museo dello Stato di New York

A causa delle diagnosi dei proboscidati che si concentrano principalmente sulla dentizione, le anatomie postcraniche dei proboscidati fossili come Mammut sono sottorappresentate nella letteratura accademica. Jennifer A. Hodgson et al. hanno confrontato le anatomie di Mammut e Mammuthus, menzionando che le loro anatomie postcraniche erano state studiate in precedenza da Stanley John Olsen nel 1972 e riconoscendo che i due generi erano solo lontanamente imparentati tra loro. M. americanum è tipicamente raffigurato come tozzo sulla base di prove postcraniche.
La colonna vertebrale di Mammut raggiungeva il suo punto più alto situato nella parte anteriore della spalla, come in Mammuthus, ma la spine diminuiscono gradualmente in lunghezza per poi aumentare leggermente nella zona posteriore. Il numero di costole e vertebre in Mammut non è ben documentato nella letteratura paleontologica e può variare da individuo a individuo. Mammut presenta solitamente 20 vertebre toraciche mentre Mammuthus ne presenta solitamente 19, ma entrambi hanno individui documentati con 18 vertebre toraciche. La riduzione delle vertebre toraciche in Mammuthus è considerata un tratto derivato presente anche negli elefanti moderni. Il "mastodonte di Watkins Glen", ad esempio, ha 7 vertebre cervicali, 20 vertebre toraciche, 3 vertebre lombari e 5 vertebre sacrali. Si credeva che Mammut potesse avere fino a 20 costole e che le costole posteriori fossero più corte e più larghe di quelle di Mammuthus. La coda di Mammut potrebbe essere stata composta da un massimo di 27 vertebre caudali, il che suggerisce che avesse una coda più lunga rispetto ai gonphoteri e agli elefantidi.

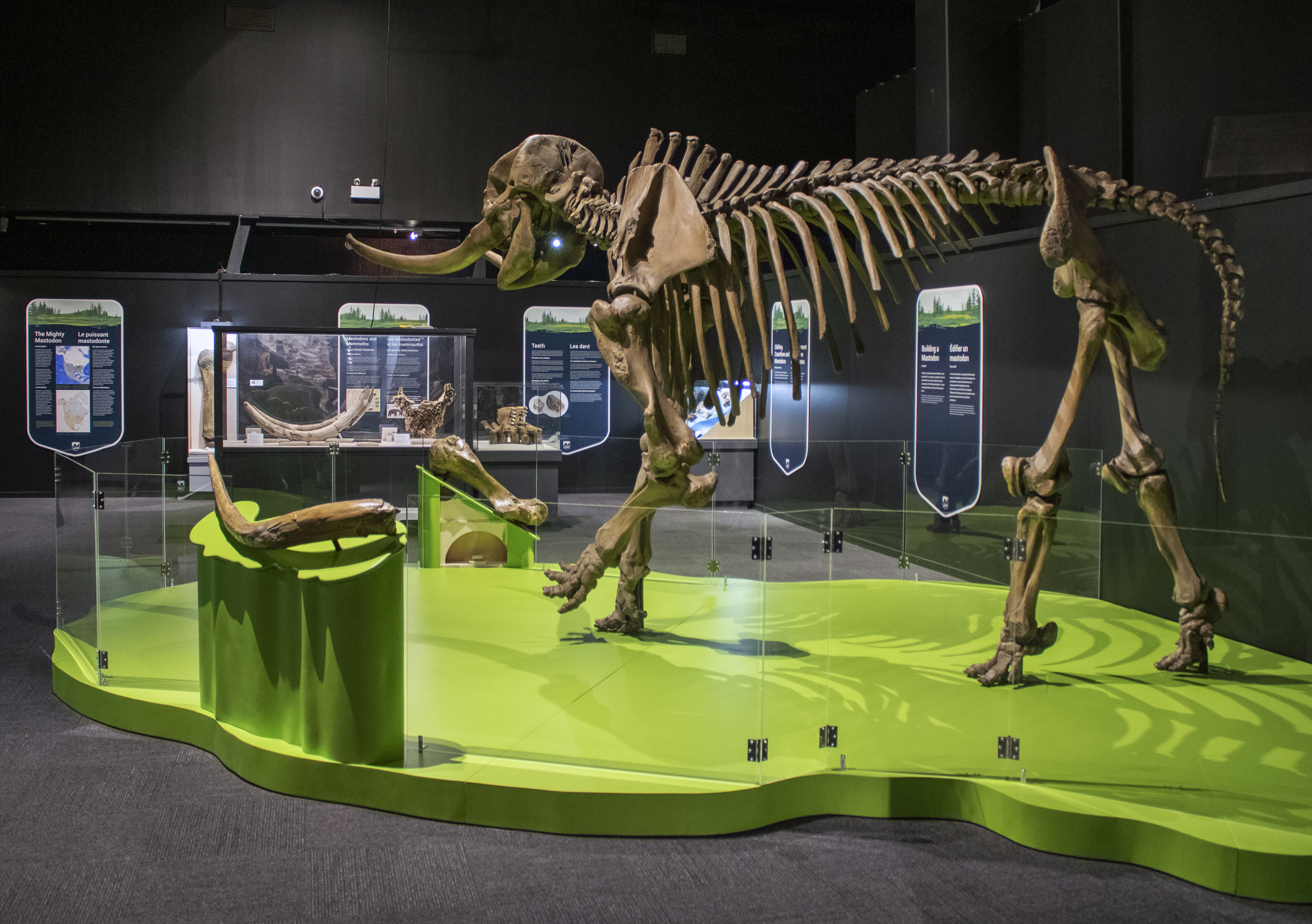
Scheletro di M. americanum, al Museo di Storia Naturale della Nuova Scozia

La scapola di Mammut ha un bordo vertebrale dritto, in contrasto con un bordo vertebrale più concavo in Mammuthus. Hodgson et al. non erano d'accordo con l'affermazione di Olsen del 1972 secondo cui il collo della scapola è più ristretto in Mammuthus primigenius rispetto a Mammut americanum, poiché nessuna delle due scapole di M. americanum osservate dai ricercatori presenta una costrizione elevata in quel punto. Il bacino consente l'identificazione del sesso all'interno della specie, poiché i maschi di Mammut hanno un'uscita pelvica più piccola e un ilio più largo rispetto alle femmine.
Mammut presenta ossa degli arti più corte e robuste rispetto a quelle degli elefantidi derivati, probabilmente a causa del mantenimento di tratti anatomici primitivi, ad esempio sia l'omero che il radio dei mammutidi sono robusti. L'ulna ha un processo olecranico leggermente più sviluppato e un'incisura trocleare più profonda. Il femore è piuttosto spesso, corto e sembra avere condili più espansi. Probabilmente, il dimorfismo sessuale potrebbe essere un fattore alla base delle dimensioni del femore stesso. La tibia non appare molto diversa sia in Mammut che in Mammuthus, mentre il perone potrebbe aver presentato solo sottili e complesse differenze all'interno dei due generi. Le ossa sia dei piedi anteriori che di quelli posteriori presentano le proprie sottili e complesse differenze a seconda del genere, ma entrambi hanno piedi posteriori più piccoli e stretti rispetto a quelli anteriori, in modo che questi ultimi sostengano il peso maggiore dei proboscidati. In termini di anatomia postcranica, M. pacificum differisce da M. americanum per la presenza di sei vertebre sacrali anziché cinque e per il femore che ha un diametro maggiore della diafisi centrale (o area cilindrica principale).

### Tegumento

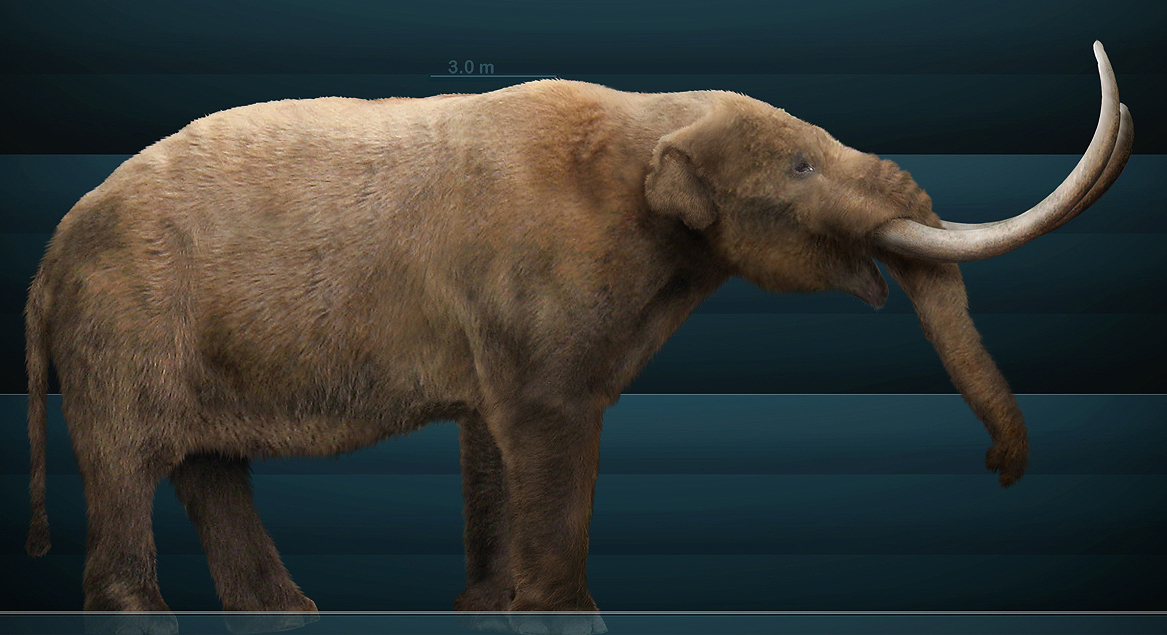
Ricostruzione artistica di un mastodonte con pelliccia. L'ipotesi che il mastodonte avesse una folta pelliccia è stata messa in discussione

Il mastodonte americano (M. americanum) è stato tipicamente raffigurato con una pelliccia ispida e di colore marrone in varie ricostruzioni, soprattutto in oltre un secolo di paleoarte. Ciononostante, ci sono poche prove dirette a supporto dell'idea che i mastodonti fosse effettivamente ricoperto di pelo. Presumibilmente, l'unico ritrovamento di pelliccia appartenente al mastodonte è un cranio con due piccole chiazze di pelle pelosa dallo stato del Wisconsin vicino alla città di Milwaukee. Queste sono state descritte solo brevemente nella letteratura originale e non sono mai state studiate, oltre ad un pelo al microscopio elettronico a scansione (SEM). KF Hallin e D. Gabriel nel 1981 ipotizzarono che i mastodonti fossero effettivamente pelosi ma più adatti a uno stile di vita semiacquatico che alla tolleranza ai climi più freddi. Matt Davis et al. nel 2022 erano titubanti nell'accettare la fonte come prova della presenza di pelliccia, e misero in dubbio che i mastodonti avessero realmente bisogno di spesse pellicce per riscaldarsi nelle zone più alte nell'Artico e nel Subartico e menzionarono che un pelliccia folta sarebbe stata controproducente in climi subtropicali come la Florida, dove sono stati ritrovati i loro resti.
Davis et al., inoltre, fece riferimento al fatto che i mammut colombiani (Mammuthus columbi) siano sempre stati raffigurati come glabri, mentre i mastodonti venivano spesso raffigurati con pesanti pellicce, nonostante i due fossero coevi. Inoltre, la preferenza dei mastodonte per habitat chiusi o misti metterebbe in discussione queste speculazioni. È probabile che il motivo dietro queste raffigurazioni sia stata una scelta da parte degli artisti in modo che la persona media potesse distinguere le due specie.
Il concetto di M. americanum dotato di folti strati di pelliccia è stato oggetto di studio anche da parte di Asier Larramendi nel 2015. Egli ha riconosciuto che il pelo è importante per la termoregolazione negli elefanti attuali, ma che esiste una correlazione negativa tra le dimensioni del corpo e la densità del pelo nei mammiferi. Alcuni mammiferi hanno tuttavia interrotto questa tendenza in precedenza, come i mammut lanosi (Mammuthus primigenius) che si sono evoluti per avere folti strati di pelliccia e una coda molto corta in risposta ai climi freddi. L'idea che il mastodonte americano avesse peli è possibile a causa dei climi stagionali, ma ci sono pochi tessuti molli conservati a supporto di questa idea, con riferimento ai peli trovati nel Wisconsin. Le presunte prove di peli riportate nel XIX secolo erano in realtà solo filamenti di alghe verdi. Larramendi concluse che la lunga coda e la grande massa corporea contraddicono entrambe l'ipotesi che M. americanum fosse ricoperto da folti strati di pelliccia, considerandola probabilmente esagerata per i climi in cui viveva l'animale.

## Galleria d'immagini

Areale
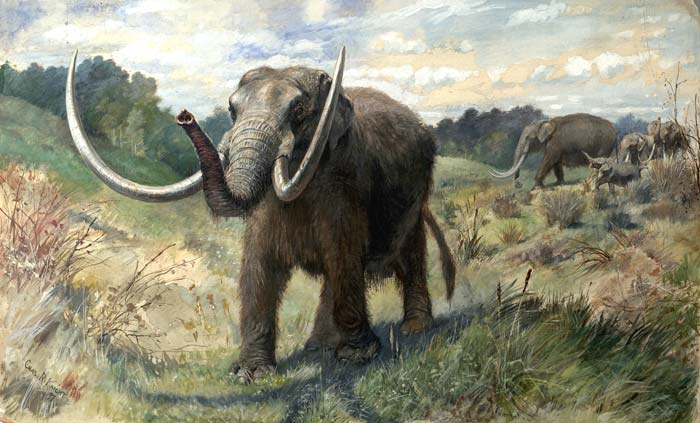
Ricostruzione di Charles R. Knight di Mastodonte
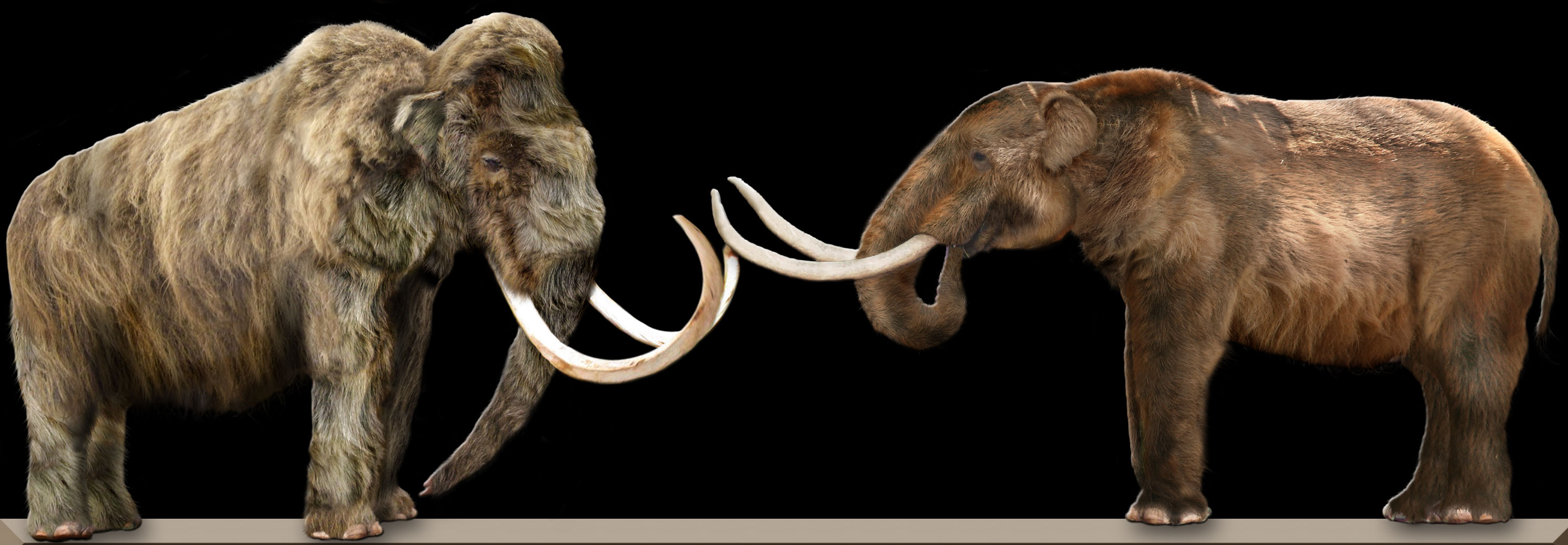
Confronto tra mammut lanoso e mastodonte americano
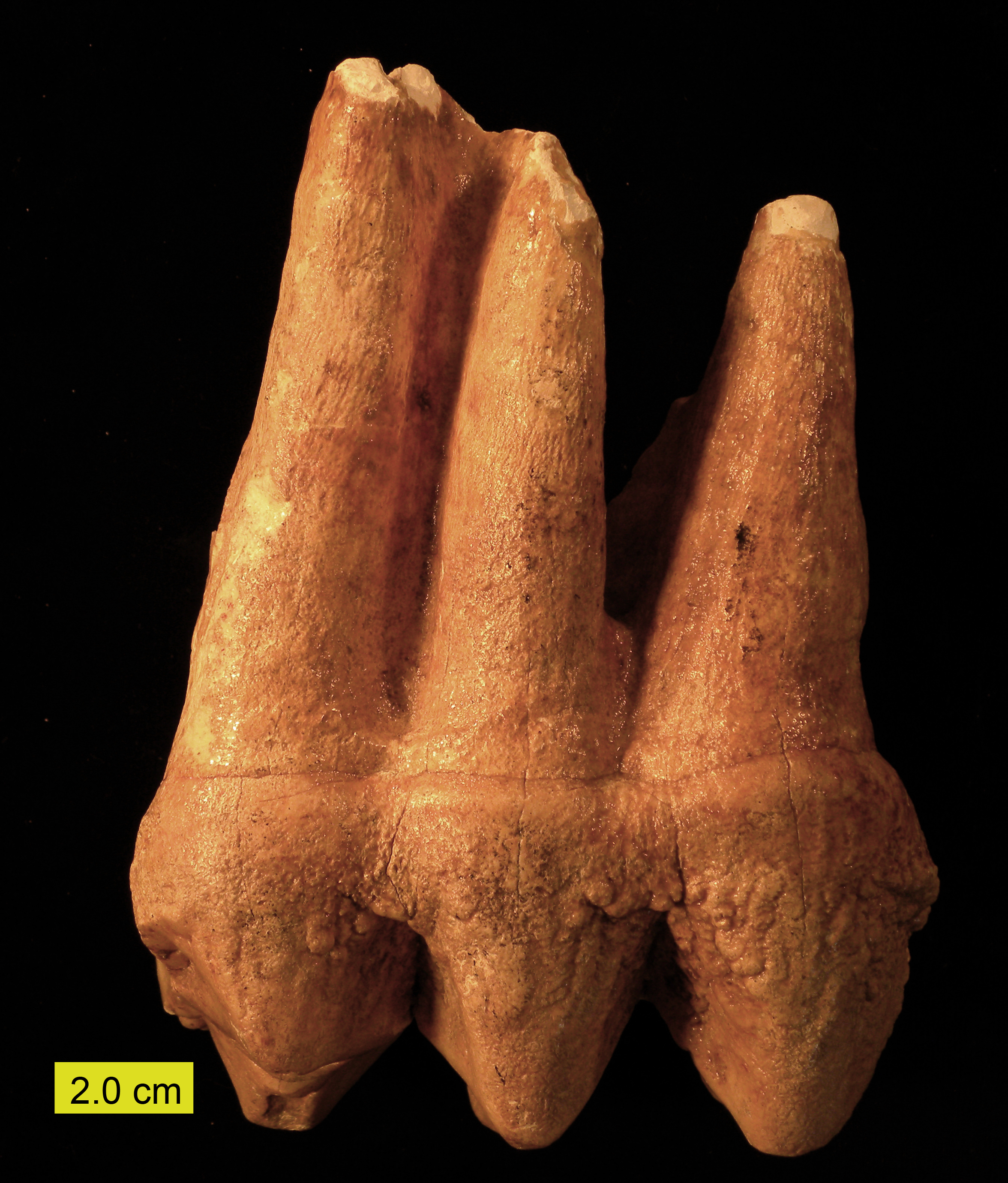
Mammut
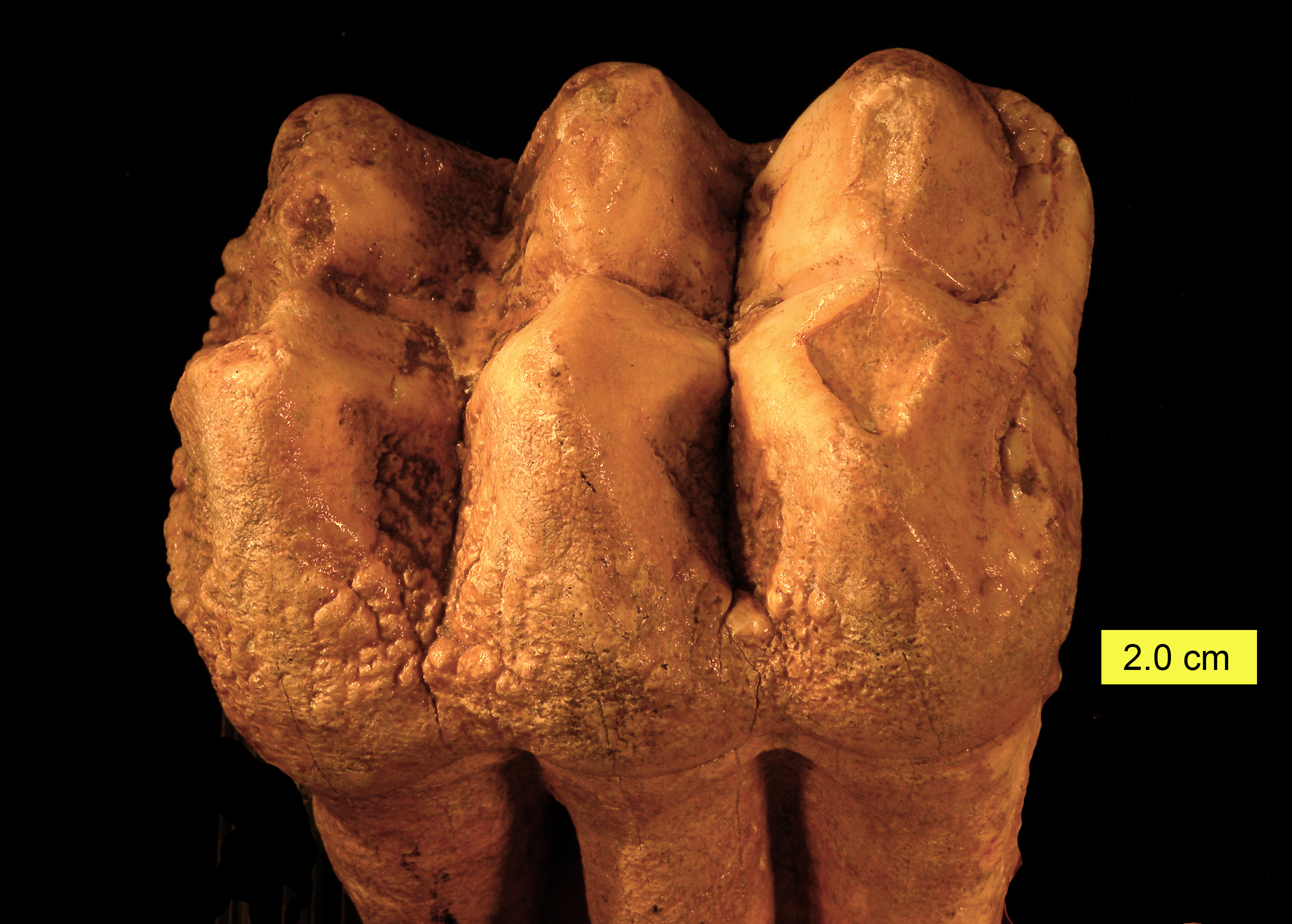
Mammut